# Bagrat I. od Klardžetije
Bagrat I. od Klardžetije (gruz. ბაგრატ I; umro 20. travnja 900.), iz dinastije Bagrationi bio je knez Tao-Klardžetije i vladar Klardžetije od 889. do svoje smrti. Postoji određena zbrka u vezi s Bagratovom smrću. Prema kroničaru iz 11. stoljeća Sumbatu Davitis-Dzeu, Bagrat je umro 20. travnja, na Uskrsnu nedjelju 129. godine gruzijskog doba (tj. 909. godine nove ere). Međutim, uskrsna nedjelja 909. godine pala je 16. travnja; godina koja bi se podudarala s danim datumom bila bi 900. godina.
Bagrat je bio mlađi sin Sumbata I., osnivača klardžetske linije dinastije Bagration. Nakon Sumbatove smrti 889. godine, naslijedio je oca kao knez Klardžetije, dok se njegov stariji brat (i vjerojatno legitimni Sumbatov nasljednik) David pojavljuje kao vladar nekog manje važnog teritorija sjeverno od Klardžetije - Adžarije i Nigalija. Poput Sumbata, Bagrat je imao epitet Artanudželi ("od Artanudžija") i vladao je s titulom mampali, stolujući u trgovačkom gradu Artanudžiju. Godine 891., uključio se u dinastičku zavadu među Bagrationima i pomogao Adarnazu IV. poraziti Gurgena I. Čini se da je nakon Bagratove smrti Artanudži preuzeo njegov brat David, dok je ostatak njegova teritorija dalje podijeljen između njegova četiri sina koji su se ubrzo počeli svađati među sobom.
Bagrat je imao četiri sina:
- Knez Adarnaz II.
- Knez Gurgen I.
- Knez Ašot
- Knez David, umro 922. godine

Prema navodima Konstantina Porfirogeneta u djelu O upravljanju carstvom, Bagrat je također imao kćer koja je bila udana Sumbata II.